# Алпаево (Башкортостан)
Алпаево (баш. Алпай) — деревня в Шаранском районе Республики Башкортостан Российской Федерации. Входит в состав Зириклинского сельсовета. Основана в 1742 году, в 1950-х годах — село.

## География

### Географическое положение
Находится в западной части района у впадения речки Барсукъелга в речку Сармышелга невдалеке от впадения последней в реку Сюнь, в 4 км по автодороге к востоку от трассы 80К-002 «Белебей — Николаевка — Туймазы — Бакалы». Расстояние до:
- районного центра (Шаран): 26 км,
- центра сельсовета (Зириклы): 3 км,
- ближайшей ж/д станции (Туймазы): 32 км.

### Климат
По комплексу природных условий деревня, как и весь район, относится к лесостепной зоне и характеризуется умеренно континентальным климатом со всеми его особенностями: неустойчивость и резкие перемены температуры, неравномерное выпадение осадков по годам и временам года. В деревне довольно суровая и снежная зима с незначительными оттепелями, поздняя прохладная и сравнительно сухая весна, короткое жаркое лето и влажная прохладная осень.
| Показатель                                               | Янв. | Фев. | Март | Апр. | Май | Июнь | Июль | Авг. | Сен. | Окт. | Нояб. | Дек. |
| -------------------------------------------------------- | ---- | ---- | ---- | ---- | --- | ---- | ---- | ---- | ---- | ---- | ----- | ---- |
| Средний суточный максимум, °C                            | −7   | −6   | −1   | 9    | 18  | 23   | 25   | 23   | 17   | 9    | 0     | −5   |
| Средний суточный минимум, °C                             | −15  | −15  | −8   | 1    | 7   | 12   | 13   | 12   | 7    | 2    | −5    | −12  |
| Норма осадков, мм                                        | 27   | 24   | 26   | 33   | 49  | 60   | 53   | 51   | 46   | 49   | 35    | 33   |
| Источник: Климат Алпаево. Дата обращения: 2 января 2022. |      |      |      |      |     |      |      |      |      |      |       |      |

## История
Деревня Алпаево основана тептярями, прибывшими из Среднего Поволжья, на основе договора от 9 марта 1742 года о припуске между ними и башкирами Кыр-Еланской волости Казанской дороги. Жители деревни интенсивно занимались овцеводством, также занимались хлебопашеством, ремёслами и коммерцией. Было много мастеров народных ремёсел.
По III ревизии жители деревни находились в команде старшины Муслюма Усманова. В IV ревизии в команде старшины Смая Уразметова.
По VIII ревизии 1834 года — деревня Алпаева 3-го тептярского стана Белебеевского уезда Оренбургской губернии. Тептяри владели землёй совместно с башкирами-вотчинниками. Был земельный спор с казёнными поселянами деревни Дюртюли и помещицей Тевкелевой о сенокосных лугах.
В 1860 году в деревне появилась мечеть. В конце 1865 года — деревня 3-го стана Белебеевского уезда Уфимской губернии, при речке Сюни. Были мечеть и водяная мельница. Жители, кроме сельского хозяйства, занимались пчеловодством.
В 1893 году открылся базар, который стал знаменитым в округе. В 1895 году в деревне Тюменяковской волости IV стана Белебеевского уезда была мечеть, бакалейная лавка и конная обдирка. Базар проходил еженедельно по средам и насчитывал 2 ряда базарных мест. По описанию, данному в «Оценочно-статистических материалах», деревня находилась на ровном месте, по восточной границе надела протекала река Сюнь, в которую возле селения впадала маловодная речка Барсук-Елга; на юге надела находилось небольшое озеро-болото. Надел находился в одном месте, селение — на востоке надела. В последнее время усадьба и выгон (большей частью распаханные) увеличилась за счёт степи, также около 40 десятин кустарника было расчищено и отведено под луга, а остальная его часть распахана. Поля были по холмам с пологими склонами в разные стороны, до 2 вёрст от селения. Почва — суглинистый чернозём, местами с примесью глины, а местами (около 20 десятин) — с примесью гальки. В полях был овраг с крутыми берегами, покрытыми травой. Выгон был вокруг селения, по склону на восток; кустарник — по ровному месту.
В 1905 году в деревне Алпаево зафиксированы мечеть, бакалейная лавка и мельница; базар по-прежнему проходил по средам.
По данным подворной переписи, проведённой в уезде в 1912—13 годах, деревня Алпаева входила в состав Кучуковского сельского общества Тюменяковской волости. 17 хозяйств из 122 не имели надельной земли. Количество надельной земли составляло 817 казённых десятин (из неё 246,25 сдано в аренду), в том числе 730 десятин пашни и залежи, 24 десятины усадебной земли, 20 — выгона, 30 — сенокоса и 13 — неудобной земли. Также 120 десятин земли было куплено, 249,8 — арендовано. Посевная площадь составляла 489,63 десятины, из неё 215,31 десятины занимала рожь, 91,84 — овёс, 69,98 — просо, 45,93 — греча, 24,01 — пшеница, 22,49 — полба, 12,87 — горох, остальные культуры (картофель, конопля и лён) занимали 7,2 десятины. Из скота имелась 138 лошадей, 249 голов крупного рогатого скота, 608 овец и 44 козы, также 3 хозяйства держали 48 ульев пчёл. 29 человек занимались промыслами.
В 1919 году возник Зириклинский сельсовет, куда вошла и деревня Алпаево.
Первоначально сельсовет входил в состав Тюменяковской волости. В 1923 году произошло укрупнение волостей, и деревня вошла в состав Шаранской волости Белебеевского кантона Башкирской АССР. В 1920 году начал работать магазин. В 1928 году жители деревни объединились в колхоз «Батрак», а в 1931 году — «Туры юл».
В 1930 году в республике было упразднено кантонное деление, образованы районы. Деревня вошла в состав Туймазинского района, а в 1935 году — в состав вновь образованного Шаранского района. В 1939 году зафиксирована как деревня Алпаево Зириклинского сельсовета Шаранского района. В 1936 году открылась начальная школа, в 1937 году — изба-читальня и клуб.
В 1951 году деревня вошла в состав укрупнённого колхоза «Беренче май», переименованного затем в «Правду». Имелась молочно-товарная ферма, занимавшая передовые позиции в районе. В 1952 и 1959 годах зафиксирована как село Алпаево того же сельсовета, затем — вновь деревня.
В начале 1963 года в результате реформы административно-территориального деления деревня была включена в состав Туймазинского сельского района, с марта 1964 года — в составе Бакалинского, с 30 декабря 1966 года — вновь в Шаранском районе.
В 1968 году открылся медпункт.
В 1999 году деревня по-прежнему входила в состав колхоза (затем — СПК) «Правда».
По состоянию на 2014 год в личных подсобных хозяйствах деревни имелось 85 голов крупного рогатого скота (в том числе 48 коров), 63 овцы, 13 коз, 1027 голов птицы.

## Население
В 2014 году население деревни по данным текущего учёта составляло 112 человек в 59 семьях, из них 8 детей до 7 лет, 6 детей от 7 до 16 лет, 29 мужчин и 22 женщины трудоспособного возраста и 16 мужчин и 31 женщина старше трудоспособного возраста.
| Год                  | Жителей | Мужчин | Женщин | Дворов | Преобладающие национальности         |
| -------------------- | ------- | ------ | ------ | ------ | ------------------------------------ |
| 1762 (III ревизия)   | ?       | 39     | ?      | ?      | татары                               |
| 1783 (IV ревизия)    | 46      | 28     | ?      | ?      | тептяри                              |
| 1795 (V ревизия)     | 97      | ?      | ?      | 16     | тептяри                              |
| 1834 (VIII ревизия)  | ?       | 85     | ?      | ?      | тептяри                              |
| 1859 (X ревизия)     | 301     | 152    | 149    | 38     | все припущенники из тептярей         |
| 1865                 | 341     | 175    | 166    | 60     | 333 башкира и 8 татар                |
| 1895                 | 565     | 264    | 301    | 76     | ?                                    |
| 1897                 | 590     | 261    | 329    | ?      | 586 магометан                        |
| 1902                 | ?       | 298    | ?      | 104    | припущенники военного звания         |
| 1905                 | 640     | 315    | 325    | 117    | ?                                    |
| 1912                 | 707     | 361    | 346    | 122    | припущенники из тептярей             |
| 1917                 | 696     | ?      | ?      | 119    | 118 дворов тептярей и 1 двор русских |
| 1920 (офиц. данные)  | 685     | 322    | 363    | 127    | ?                                    |
| 1920 (подв. подсчёт) | 731     | ?      | ?      | 132    | все тептяри                          |
| 1925                 | ?       | ?      | ?      | 132    | ?                                    |
| 1939                 | 592     | 257    | 335    | ?      | ?                                    |
| 1959                 | 285     | 122    | 163    | ?      | татары                               |
| 1970                 | 329     | 138    | 191    | ?      | татары                               |
| 1979                 | 302     | 116    | 186    | ?      | татары                               |
| 1989                 | 175     | 73     | 102    | ?      | татары                               |
| 2002                 | 122     | 59     | 63     | ?      | башкиры (87 %)                       |
| 2010                 | 103     | 44     | 59     | ?      | ?                                    |

## Инфраструктура
До недавнего времени действовали молочно-товарная ферма и фельдшерско-акушерский пункт (ныне разрушены), начальная школа (ныне закрыта), магазин (ныне, по-видимому, также закрыт) и сельский клуб на 100 мест. Деревня электрифицирована и газифицирована, есть кладбище. Водопровод отсутствует. К 2020 году открылся памятник участникам Великой Отечественной войны. В деревне две улицы — Полевая и Речная, представляющие собой грунтовые просёлочные дороги, протяжённость улично-дорожной сети составляет 5,04 км. Подъезд до деревни асфальтирован. Ближайшая автобусная остановка — «Шарлыкбаш», на ней останавливаются автобусы «Туймазы — Бакалы» и другие. Деревню обслуживает Шаранская центральная районная больница; фельдшерско-акушерский пункт, почтовое отделение и средняя школа находятся в селе Зириклы.